# Julio César Britos
Julio César Britos Vázquez (* 18. Mai 1926 in Montevideo; † 27. März 1998 ebenda) war ein uruguayischer Fußballspieler und Trainer. Er wurde 1950 Fußballweltmeister.

## Spielerkarriere

### Verein
Julio César Britos begann seine fußballerische Laufbahn im Jahre 1947 beim Club Atlético Peñarol in Uruguays Hauptstadt Montevideo, in der er am 18. Mai 1926 geboren wurde. Mit Peñarol wurde Britos dreimal uruguayischer Fußballmeister. 1949 belegte er mit Peñarol, wo er unter anderem zusammen spielte mit anderen uruguayischen Fußballgrößen der damaligen Zeit wie Obdulio Varela, Julio Abbadie, Ernesto Vidal oder Juan Hohberg, den ersten Platz in der Primera División mit sechs Punkten Vorsprung auf den Stadtrivalen Nacional Montevideo. Nachdem 1950 Nacional Meister wurde, gewann Britos mit Peñarol 1951 seinen zweiten nationalen Titel, als ein erster Rang, zwei Zähler vor Nacional, erreicht wurde. 1952 belegte Peñarol zusammen mit Nacional Montevideo den ersten Platz, da man punktgleich war. Das Entscheidungsspiel um die Meisterschaft gewann allerdings Nacional. 1953 gewann Julio César Britos seine dritte Meisterschaft in Uruguay. Im gleichen Jahr wurde er von Real Madrid verpflichtet. Im Weißen Ballet mit Weltstars wie Alfredo Di Stéfano, Francisco Gento oder Miguel Muñoz kam er jedoch nur sporadisch zum Einsatz, in einem Jahr brachte er es lediglich auf drei Ligaspiele in Spanien, in denen ihm zwei Tore gelangen.
1961 spielte er noch für Deportivo Portugués in Caracas.

### Nationalmannschaft
In der uruguayischen Fußballnationalmannschaft wurde Julio César Britos zwischen 1947 und 1952 insgesamt zwölfmal eingesetzt. In diesen zwölf Länderspielen gelangen ihm sechs Tore. Sein Debüt in der Celeste gab Britos am 2. Dezember 1947 beim im Rahmen der Südamerikameisterschaft 1947 ausgetragenen Spiel gegen die kolumbianische Fußballnationalmannschaft. Von Uruguays Nationaltrainer Juan López wurde er ins Aufgebot für die Fußball-Weltmeisterschaft 1950 in Brasilien berufen. Bei dem Turnier wurde er jedoch nicht eingesetzt. Währenddessen gewann seine Mannschaft bei dem Weltturnier den Weltmeistertitel, nachdem man im entscheidenden Finalrundenspiel gegen Brasilien überraschend mit 2:1 gewonnen hatte. Sein letztes Länderspiel machte Britos am 16. April 1952.

### Erfolge
- Weltmeister: 1950
- Uruguayischer Meister: 1949, 1951, 1953

## Trainerlaufbahn
Nach seiner aktiven Karriere wirkte „El Poroto“ Britos als Trainer in Venezuela. Dort betreute er die Vereine Deportivo Portugués, Portuguesa FC, Estudiantes de Mérida und Deportivo Táchira. Mit Deportivo Galicia wurde er zudem 1964 und 1969 Venezolanischer Meister.

## Tod
Britos verstarb im Alter von 71 Jahren in Montevideo an den Folgen einer Krebserkrankung.